# هرمان بيكر
هرمان بيكر (بالألمانية: Herrmann Becker)‏ هو ضابط ألماني، ولد في 10 سبتمبر 1887 في  في ألمانيا، وتوفي في 21 أبريل 1970.